# David McDowell Brown
Pour les articles homonymes, voir David Brown, McDowell et Brown.
David McDowell Brown est un astronaute américain né le 16 avril 1956 à Arlington et mort le 1er février 2003 dans la désintégration de la navette spatiale Columbia lors de sa rentrée atmosphérique.

## Vols réalisés
Il réalise un unique vol le 16 janvier 2003 lors de la mission tragique STS-107, où périrent les 7 membres d'équipage le 1er février 2003, 16 minutes avant l'heure d'atterrissage prévue.

## Hommages
- (51825) Davidbrown, astéroïde baptisé en son hommage (6 autres pour les autres astronautes) ;
- Columbia Hills, 7 collines découvertes sur la surface de Mars ;
- 7 cratères satellites du cratère lunaire Apollo.